# Jaskinia Nietoperzowa
Die Jaskinia Nietoperzowa (deutsch Fledermaushöhle) ist eine Schau- und Tropfsteinhöhle im Tal Dolina Będkowska im Massiv des Krakau-Tschenstochauer Juras (Landschaftsschutzpark Krakauer Täler) in Polen.
Der Name lässt sich als Fledermaushöhle übersetzen. In der Höhle leben zahlreiche Fledermauspopulationen.
Die Höhle liegt bei Jerzmanowice, ist ca. 326 Meter lang und hat eine Öffnung auf einer Höhe von ca. 438 m n.p.m.
Die Höhle ist ein eponymer Fundort des Lincombien-Ranisien-Jerzmanowicien (LRJ), ein archäologischer Technokomplex, der zur Zeit des Übergangs vom Mittel- zum Jungpaläolithikum im nordwestlichen Mitteleuropa Verbreitung fand.